# Gulnazar Keldi
Gulnazar Keldi (tadż. Гулназар Келдӣ; ur. 20 września 1945 we wsi Dardar, zm. 13 sierpnia 2020 w Duszanbe) – tadżycki poeta pochodzący ze wsi Dardar w północno-zachodnim Tadżykistanie, niedaleko granicy z Uzbekistanem i redaktor publikacji Adabiyet va sanat (Literatura i sztuka). Keldi napisał tekst do hymnu Tadżykistanu Surudi Milli.